# Annona conica
Annona conica är en kirimojaväxtart som beskrevs av Hipólito Ruiz López, Pav. och George Don jr. Annona conica ingår i släktet annonor, och familjen kirimojaväxter. Inga underarter finns listade i Catalogue of Life.